# 정진팔
정진팔(鄭鎭八, 1968년~)은 대한민국의 합동참모차장이다.

## 학력
- 완산고등학교 졸업
- 육군사관학교 48기 수료

## 경력
- 제27보병사단장
- 합동참모본부 전략기획본부 전략기획부장
- 합동참모본부 전략기획본부 전투발전부장
- 육군교육사령관
- 합동참모차장
- 계엄사령부 부사령관[1]